# Victor Mihaly de Apșa
Victor Mihaly de Apșa, ortografiat uneori Mihali, cunoscut și ca Victor Mihali (n.  19 mai 1841, Ieud, Comitatul Maramureș - 21 ianuarie 1918, Oradea) a fost episcop al Eparhiei de Lugoj între 1875-1895, arhiepiscop Arhidiecezei de Alba Iulia și Făgăraș și mitropolit al Bisericii Române Unite cu Roma din 1895, până la moarte.
Din anul 1894 a fost membru de onoare al Academiei Române.
A fost fratele mai mare al istoricului Ioan Mihaly de Apșa, de asemenea membru al Academiei Române.
După moartea mitropolitului Dr. Ioan Vancea de Buteasa, scaunul mitropolitan de la Blaj a rămas vacant vreme de 9 luni. Autoritățile maghiare au fost foarte atente la desemnarea persoanei noului ales, căutând în acest fel să nu întărească spiritul de luptă al românilor transilvăneni. Păstorirea sa a cuprins perioada  mișcării memorandiste, a ieșirii din pasivitate a Partidului Național Român din Transilvania și a înființării Episcopiei de Hajdúdorog (1912).

## Viața
Victor Mihali s-a născut la 19 mai 1841 în comuna Ieud din Maramureș, dintr-o veche familie nobilă românească. A studiat la Liceul Piarist din Sighet, la gimnaziile din Oradea, Târnavia și Cașovia, unde a luat examenul de maturitate. Pentru studiile de filosofie și teologie a fost trimis la Roma, în colegiul Bisericii Sfântul Atanasie, unde a fost hirotonit preot, în 8 noiembrie 1863.
Reîntors în Transilvania, a fost profesor de istorie bisericească și drept canonic la Seminarul diecezan greco-catolic din Gherla, de unde noul mitropolit Dr. Ioan Vancea l-a adus la Blaj, pentru a lucra în curia mitropolitană. În calitate de secretar l-a însoțit pe mitropolitul român unit la Roma, cu ocazia Conciliului  Vatican I (1870).
După transferarea episcopului Ioan Olteanu de la Lugoj la Oradea, Victor Mihali a fost ales, în 1874, episcop pentru scaunul vacant din Eparhia unită de Lugoj. Aici a dezvoltat o intensă activitate religioasă, făcând numeroase vizite canonice și înălțând biserici și capele în multe parohii. S-a ocupat cu aceeași grijă de educația tineretului, pentru care a înființat o fundație de 5.250 florini la internatul diecezan.
În sinodul electoral întrunit la 9 luni după moartea mitropolitului Ioan Vancea, episcopul Victor Mihali a fost ales cu majoritate de voturi (16 aprilie 1893). Împăratul Francisc Iosif I l-a confirmat, în 9 noiembrie 1894, iar Papa Leon al XIII-lea l-a numit în 18 martie 1895.
În administrarea mitropoliei, noul ales a mers pe urmele predecesorului său, convocând două sinoade arhidiecezane (1896 și 1899) și un Conciliu provincial (17-26 septembrie 1900), care a celebrat cu mare solemnitate 200 de ani de la Unirea religioasă cu Biserica Romei a românilor ardeleni, fiind prezenți toți episcopii, mult cler și popor. În vederea acestei comemorări, s-a tipărit la Blaj, sub conducerea canonicului Augustin Bunea, Șematismul Arhidiecezei de Alba Iulia și Făgăraș, pe anul 1900. Pentru apărarea autonomiei Provinciei mitropolitane române unite a ținut la Blaj, în 23 iunie 1897, memorabila conferință episcopală în care s-a decis că Provincia mitropolitană de Alba Iulia și Făgăraș să nu trimită delegați la Congresul Bisericii catolice latine ungare. Mitropolitul a cerut, în schimb, Împăratului aprobarea ținerii unui congres compus numai din români uniți, în care să se organizeze autonomia Bisericii Române Unite, separat de autonomia Bisericii romano-catolice din Ungaria.

## Dieceza de Hajdúdorog (8 iunie 1912)
Înființarea diecezei greco-catolice de Hajdúdorog, cu o majoritate a parohiilor de limbă maghiară, la care s-au adăugat și multe de limba română, a fost percepută drept una din cele mai grele lovituri suportate de Biserica Română Unită din Transilvania. 
În fața faptului aproape împlinit, românii au acționat pe plan național, așa cum au putut. Reprezentanții românilor uniți au organizat o mare adunare de protest la Alba Iulia (29 mai 1912), au ales un comitet permanent compus din 17 membri, sub președinția lui George Pop de Băsești, și au redactat un memoriu alcătuit de viitorul mitropolit Dr. Vasile Suciu, după indicațiile mitropolitului Victor Mihali, pentru a demasca tendința de maghiarizare din cadrul noii episcopii unite de Hajdúdorog. În fața autorităților austro-ungare, acțiunea lor - cum era ușor de înțeles - a eșuat.
În ziua de 8 iunie 1912 a fost publicată bula „Christi fideles graeci”, care a transferat de sub jurisdicția Bisericii Române Unite din Transilvania 83 parohii cu 73.225 credincioși sub jurisdicția Episcopiei de Hajdúdorog. Credincioșii români uniți au continuat însă lupta pentru repararea injustiției cauzate Bisericii Române Unite și națiunii române din întreaga Transilvanie.
Îndată ce a fost cunoscut conținutul bulei, Comitetul permanent ales la Alba Iulia, a trimis la Roma pe Părintele Dr. Vasile Lucaciu, ca să culeagă informațiile necesare pentru continuarea luptei. În ședința ținută în 27 iulie 1912, după reîntoarcerea Părintelui Lucaciu, s-au stabilit punctele programatice de acțiune, bazate îndeosebi pe reorganizarea rezistenței credincioșilor împotriva măsurilor nedrepte ale Guvernului de la Budapesta. Către sfârșitul anului (septembrie 1912), au fost trimiși la Roma profesorii de teologie Dr. Alexandru Nicolescu (viitorul mitrpolit) și Ioan Coltor, care au luat contact cu personalitățile bisericești mai influente. În ultima audiență la Cardinalul Rampolla, acesta le-a spus: „Nu piere o nație în câțiva ani”, mai ales cea română, care de atâtea ori și-a demonstrat vitalitatea și vigoarea sa. Eforturile acestea “unite cu ale celorlalte neamuri încătușate de tirani, vor face să dispară anacronismul austro-ungar de pe harta Europei, ca cei robiți să ajungă la libertate și unire cu frații lor de un sânge”. Cuvinte profetice, care s-au realizat curând după aceea.
Între timp, reacția preoților și a credincioșilor a continuat fără încetare, fiind condusă de preoții Vasile Lucaciu, Alexandru Nicolescu și Victor Macaveiu, care au avut tot sprijinul oamenilor politici Alexandru Vaida Voievod, Iuliu Maniu și Ștefan Ciceo Pop. Întâiul război mondial a venit, între timp, ca să dea o întorsătură favorabilă lucrurilor. Dar încă mai înainte de înfrângerea Austro-Ungariei, protopopii uniți  R. Marchiș din Satu Mare și cel din Carei au înființat un vicariat național român, recunoscut de Nunțiul apostolic, care, în 10 mai 1919, a scos de sub jurisdicția Episcopiei de Hajdúdorog, 42 de parohii care aparținuseră Episcopiei de Oradea. Cu un alt ordin al Nunțiaturii apostolice, din 29 iunie 1919, a fost scos de sub jurisdicția episcopiei maghiare și Vicariatul român unit din Secuime, cu 33 de parohii.
Viața mitropolitului Victor Mihali de Apșa în perioada acestor lupte a fost frământată. Totuși, el a găsit prilejul să se ocupe intens de organizarea vieții religioase, instituind primele Reuniuni mariane, îngrijindu-se de misiuni religioase pentru popor, înființând orfelinate și sprijinind campania dusă împotriva alcoolismului în rândul oamenilor.
În vara anului 1916, odată cu ofensiva armatei regale române în sudul Transilvaniei, mitropolitul Victor Mihali de Apșas-a retras împreună cu toată curia mitropolitană la Oradea, oraș socotit departe de pericolul războiului. Acolo, însă, l-a găsit sfârșitul vieții, în 21 ianuarie 1918. Tot la Oradea s-a aflat în refugiu și mitropolitul ortodox al Ardealului de la Sibiu, Dr. Vasile Mangra.